# American Export Lines
Die US-amerikanische Reederei American Export Lines Incorporated in New York bestand von 1919 bis 1978. Sie betrieb sowohl Passagier-, als auch Frachtdienste und war die größte Reederei unter US-Flagge auf der Route von der nordamerikanischen Ostküste zum Mittelmeer.

## Geschichte

### 1919 Export Steamship Corporation Inc.
Das Unternehmen wurde im Januar 1919 als Export Steamship Corporation Inc. im Staat New York gegründet. Am 16. Mai des Jahres nahm die Reederei mit dem gecharterten Frachter Millinocket den Transatlantikverkehr von New York nach Antwerpen auf. Erst am  26. Juli des Jahres begann der Neubau Lake Festina mit der Ausreise von Montreal über Gibraltar, Piräus zum Schwarzen Meer den Mittelmeerdienst, für den die Export Steamship Corporation bekannt wurde. Noch im selben Jahr stellte die Reederei das erste einer Serie der in großen Stückzahlen bei der Werft American International Shipbuilding Corporation produzierten Hog Islander in Dienst. Die Hog Island und weitere Schiffe des Typs ersetzten die kleineren vorher eingesetzten Schiffe.
1925 erwarb die Reederei unter ihrem Direktor Henry Herbermann für 1.062.000 US-Dollar sechzehn Hog Islander und zwei weitere Schiffe vom United States Shipping Board. Mit diesen Schiffen bot die Reederei mehr als 60 Abfahrten pro Jahr aus Amerika ins Mittelmeer, was von der US-Regierung mit staatlichen Beihilfen gefördert wurde. Der Dienst begann am 25. August des Jahres mit der Ausreise der Coeur D'Alene von New York.
1928 verfügte das Unternehmen auf der Nordatlantikroute mit 22 Schiffen über die größte privat betriebene Flotte unter US-Flagge. Zur selben Zeit war die Bezeichnung American Export Lines für die Export Steamship Corporation populär geworden. Henry Herbermann gab am 3. August 1928 die einheitliche Benennung aller eingesetzten Schiffe mit dem Vorsilbe Ex bekannt. Aus der The Lambs wurde die Exporter, aus der Hog Island die Express uns so fort. Gleichzeitig erhielt die Reederei einen höher bezuschussten Postschiffsvertrag aus dem Merchant Marine Act of 1928. Wenige Wochen später kündigte die Reederei den Bau von vier neuen Kombischiffen für den New York-Mittelmeerdienst an und das US Shipping Board bewilligte ein Darlehen über 75 % der Baukosten. Bis zu diesem Zeitpunkt beförderten die American-Export-Schiffe nur bis zu zwölf Passagiere. Zur Untermauerung ließ man die beiden Schiffe Exarch und Excelsior mit 37 Passagierplätzen umbauen. Nachdem die beiden Schiffe im Mai und Juli wieder in Fahrt gesetzt worden waren, wurde die Exilona als drittes Schiff auf dieselbe Weise umgebaut und im Oktober wieder in Fahrt gebracht. Die monatlich abgehenden Rundreisen über Gibraltar, Malta, Alexandria, Jaffa, Haifa und Beirut, oder über Gibraltar, Piräus, Saloniki, Konstantinopel und Constanza dauerten rund 75 Tage und kosteten 375 US-Dollar pro Passagier. Die 1928 angekündigten Neubauten Excalibur,  Excambion, Exeter und Exochorda kamen ab 1931 in Fahrt und wurden schnell als Four Aces bekannt. Sie konnten jeweils 125 Passagier befördern, brachten aber vor dem Hintergrund der Weltwirtschaftskrise keinen Profit.

### American Export Lines Inc. (ab 1936)

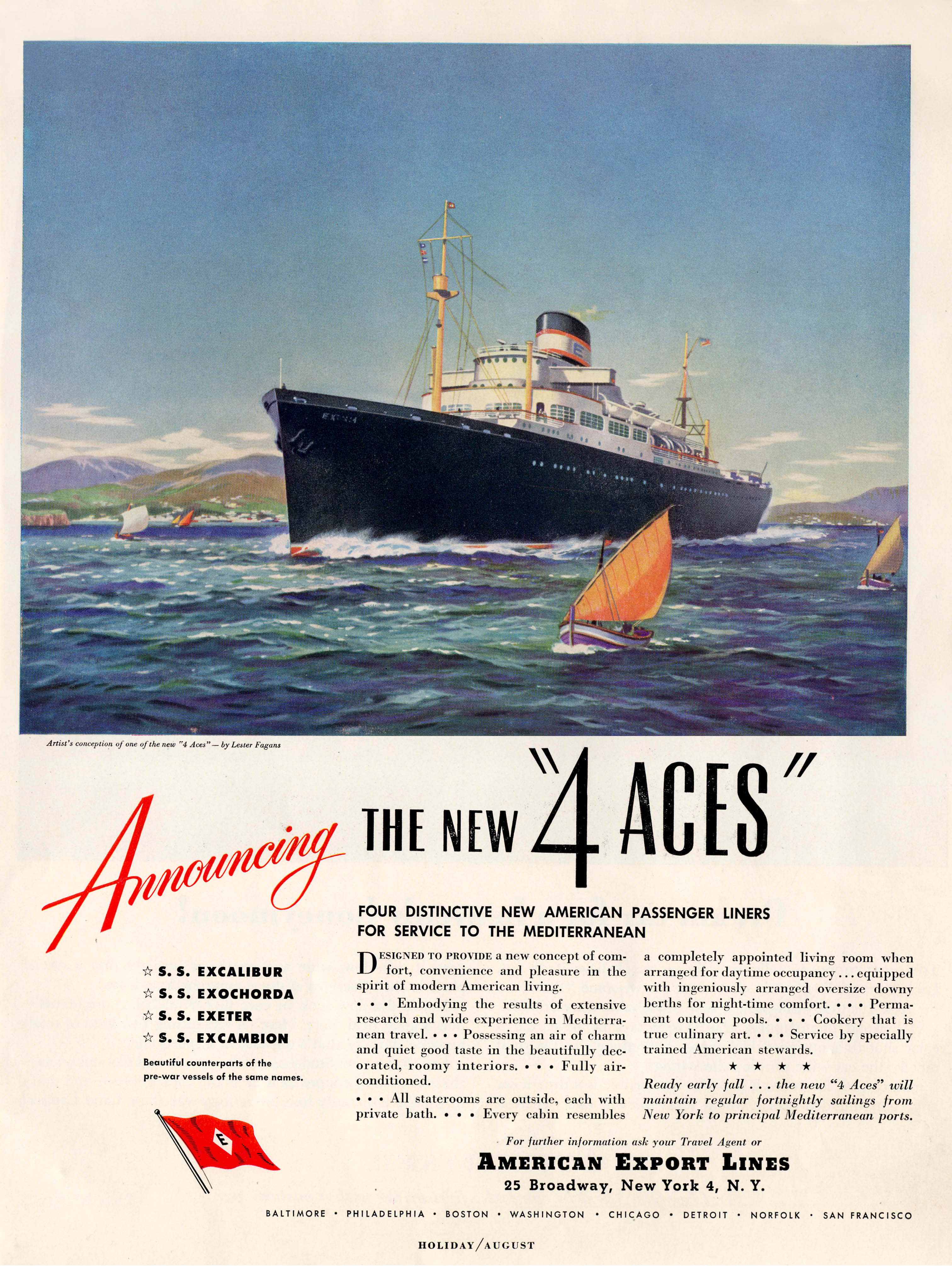
Werbeplakat für die 4 Aces

Im März 1934 verlangte das Handelsministerium der Vereinigten Staaten eine grundlegende Reorganisierung der Export Steamship Corporation und den Rücktritt von Henry Herbermann als Präsident. Im Jahr darauf veräußerte die New York Shipbuilding Corporation ihre Mehrheitsanteile an der Reederei an ein Syndicat unter Führung der Lehman Brothers und Thomas L. Chadbourne. Im August 1936 ging die neugegründete American Export Lines Inc. aus dieser Transaktion hervor.
Nach dem Ende des Zweiten Weltkriegs nahm American Export Lines im April 1946 seinen Vorkriegs-Passagierdienst zu den Mittelmeerhäfen mit dem 1927 für die Cosulich Line gebauten Motorschiff Vulcania und den C4-S-A3-Schiffen Marine Shark und Marine Carp wieder auf. Die Vulcania war zu diesem Zeitpunkt allerdings schon für die Reederei in Fahrt. Am 1. November 1946 beendete sie ihre sechste Reise in New York und wurde zwei Wochen darauf mit ihrem in New York aufgelegten Schwesterschiff Saturnia an Italien zurückgeliefert. Die folgenden Reisen verliefen unter der Federführung der Reederei Italia, die American Export als ihre amerikanische Agentur bestimmten.
Im November 1947 veröffentlichte die Reederei die Planungen zum Bau von zwei 23.000-Tonnen Express-Linienpassagierschiffen für den Dienst zwischen New York, Neapel, Cannes und Genua, einer Route auf der die sie in Konkurrenz zur Italia fahren würden. American Export hatte den Bau von der Zustimmung der United States Maritime Commission über einen 50-prozentigen Bauzuschuss unter dem 1936 Merchant Marine Act abhängig gemacht. Zusätzlich übernahm die Reederei vier Attack Cargo Ships der US Navy, die 1948 nach einem Umbau die vier alten Four Aces-Passagierschiffe ersetzten. Als
Excalibur, Excambion, Exeter und Exochorda konnten auch sie jeweils 125 Passagiere befördern und dienten auf der Route Hoboken, New Jersey nach Cadiz, Barcelona, Marseille, Neapel, Beirut, Alexandria, Piräus, Neapel, Marseille, Genua, Livorno, Barcelona und Retour.
Die beiden nach berühmten US-Navy-Segelschiffen von 1812 benannten Passagierschiffsneubauten Independence  und Constitution entstanden bei der Werft Bethlehem Shipbuilding Corporation in Quincy, Massachusetts. Die mit 23.719 BRT vermessenen Doppelschrauben-Turbinenschiffe liefen 23 Knoten und boten 295 Passagieren in der Ersten Klasse, 375 Passagieren der Kabinenklasse sowie 330 Passagieren der Touristenklasse Platz. Die Independence lief am 11. Februar 1951 von New York zur ersten Reise über Gibraltar, Neapel und Genua aus. Das Schwesterschiff Constitution folgte im Juni. Als drittes Schiff komplettierte 1960 die vorher bei der Banner Line eingesetzte Atlantic das Trio. Im Oktober 1960 erwarb die Isbrandtsen Company aus New York die Anteile des Ehepaares C. Michael Paul und damit die Mehrheit der American Export Lines, woraufhin der Name im Oktober 1962 in American Export and Isbrandtsen Lines geändert wurde.

### American Export & Isbrandtsen Lines Inc. (ab 1962) und American Export Isbrandtsen Lines Inc. (ab 1963)
Ebenfalls im späten Jahr 1960 traf die American Export & Isbrandtsen Lines eine Vereinbarung mt der United States Maritime Commission, das Reaktorschiff Savannah zu bereedern. Gleiches geschah mit den Schiffen der Sea-Witch-Klasse ab 1968.
1963 änderte man den etwas sperrigen Reedereinamen in American Export Isbrandtsen Lines.
Im Verlauf der 1960er Jahre häuften die Linienpassagierdienste der Reederei hohe Verluste an. 1960 wurden die Exochorda und Excambion als erste Passagierschiffe aus dem Liniendienst abgezogen, bis  1965 und 1967 aufgelegt und dann verkauft. Die anderen beiden Four Aces-Schiffe gingen 1965 an C.Y.Tung's Oriental Overseas Line. Durch den Siegeszug der Passagierluftfahrt, Probleme mit den Gewerkschaften und die Konkurrenz der moderneren Schiffe der Italia Line verlor man weiterhin Geld, so dass man auch den Betrieb der verbleibenden Passagierschiffe Independence 1967 und im Folgejahr den der Constitution einstellte und sich aus der Passagierfahrt zurückzog.
Auch der Savannah war kein Erfolg beschieden. Sie beförderte niemals mehr als 25 Passagiere und wurde ab 1965 ausschließlich als Frachtschiff eingesetzt. Zwar wurde das Schiff 1968 ein zweites Mal mit Kernbrennstäben versehen, der Reaktor aber 1970/71 ausgebaut und das Schiff am 10. Januar 1972 endgültig außer Dienst gestellt.

### American Export Lines Inc. (ab 1973)
Im Jahr 1973 zog sich die Isbrandtsen Company aus der Reederei zurück, die daraufhin wieder in American Export Line zurückbenannt wurde. Am 28. März 1978 übernahm die Farrell Lines aus New York die American Export Lines und wurde damit zur größten Reederei der Vereinigten Staaten in privater Hand. Die Reederei und der Name American Export Lines verschwanden daraufhin zwar, wurde aber für die Farrell-Dienste von der amerikanischen Ostküste in das Mittelmeer, Großbritannien und Nordeuropa als American Export Service weitgehend beibehalten.